# Jan Zając

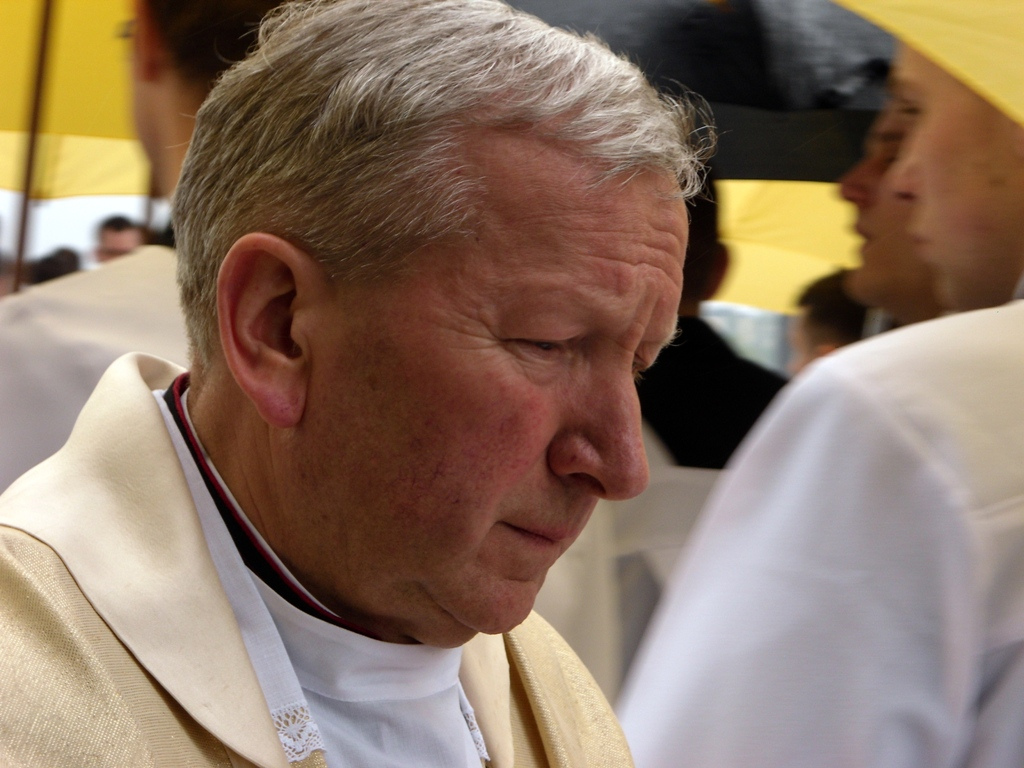
Jan Zając (2011)

Wappen

Jan Zając (* 20. Juni 1939 in Libiąż) ist ein polnischer Geistlicher und emeritierter Weihbischof in Krakau.

## Leben
Der Erzbischof von Krakau, Karol Józef Wojtyła, weihte ihn am 23. Juni 1963 zum Priester.
Papst Johannes Paul II. ernannte ihn am 14. August 2004 zum Weihbischof in Krakau und Titularbischof von Taddua. Die Bischofsweihe spendete ihm der Erzbischof von Krakau, Franciszek Kardinal Macharski, am 15. September desselben Jahres; Mitkonsekratoren waren Józef Kowalczyk, Apostolischer Nuntius in Polen, und Stanisław Dziwisz, beigeordneter Präfekt der Präfektur des Päpstlichen Hauses. Sein Wahlspruch lautete Wstańcie, Chodźmy!.
Am 7. Oktober 2014 nahm Papst Franziskus seinen altersbedingten Rücktritt an.